# Şükrü Ersoy
Ali Şükrü Ersoy (* 14. Januar 1931 in Istanbul) ist ein ehemaliger türkischer Fußballtorhüter. Durch seine langjährige Tätigkeit für Fenerbahçe Istanbul wird er stark mit diesem Verein assoziiert. Auf Fan- und Vereinsseiten wird er als einer der bedeutendsten Spieler der Klubgeschichte aufgefasst.

## Spielerkarriere

### Verein
Ersoy begann mit dem Fußballspielen in der Jugend von Fenerbahçe Istanbul und wechselte zu Vefa Istanbul. Für diesen Verein spielte er bis 1953. Anschließend trat er seinen Militärdienst an und spielte deswegen für die Militärmannschaft der Bodenstreitkräfte, der Karagücü. Da er seinen Militärdienst in der türkischen Hauptstadt Ankara ableistete, spielte er neben seiner Tätigkeit bei Karagücü auch für den Verein MKE Ankaragücü.
Nach dem Ende seines Militärdienstes kehrte er in seine Heimatstadt Istanbul zurück und heuerte bei Fenerbahçe Istanbul an. Hier erkämpfte er sich auf Anhieb einen Stammplatz und wurde mit seiner Mannschaft zweimal Meister der regional ausgetragenen İstanbul Futbol Ligi. Im Sommer 1959 erlangte man die erste Meisterschaft der neugegründeten und landesweit ausgelegten Süper Lig. Zwei Jahre später gelang es der Mannschaft erneut, die Meisterschaft für sich zu entscheiden.
Zum Sommer 1962 wechselte er zum österreichischen Traditionsverein SV Austria Salzburg. Ausschlaggebend an diesem Wechsel war der Umstand das Austria von Ignác Molnár, dem langjährigen Cheftrainer von Fenerbahçe trainiert wurde und seinen alten Spieler Ersoy zu seinem neuen Verein holte. Für die Salzburger spielte er die nächsten zwei Spielzeiten und beendete anschließend seine aktive Fußballspielerlaufbahn.

### Nationalmannschaft
Ersoy spielte das erste Mal für die türkische Nationalmannschaft am 28. Oktober 1950 in einer Freundschaftsbegegnung gegen die israelische Nationalmannschaft. Anschließend spielte er jeweils einmal für die türkische U-21-Nationalmannschaft und die zweite Auswahl der türkischen Nationalmannschaft.
Mit der Türkei qualifizierte er sich für die Fußball-Weltmeisterschaft 1954 und nahm an dieser als Ersatztorhüter teil. Während des Turniers kam er bei der 2:7-Niederlage am 23. Juni 1954 gegen die deutsche Nationalmannschaft zum Einsatz.

## Trainerkarriere
Nach seiner aktiven Spielerlaufbahn entschied er sich für eine Trainerlaufbahn. So übernahm er als erste Tätigkeit in der Saison 1967/68 den Zweitligisten Balıkesirspor. In der Saison 1975/76 übernahm er Trabzonspor und trainierte diesen Verein bis zur Winterpause. 1977 und 1978 trainierte er zweimal den westtürkischen Zweitligisten Denizlispor.
Im Jahr 1979 übernahm er interimsweise Fenerbahçe Istanbul und betreute die Mannschaft für 13 Pflichtspielpartien.
Zur Saison 1980/81 wurde er als Cheftrainer des Traditionsvereins Altay Izmir vorgestellt und betreute den Verein bis zur Winterpause. 1982 trainierte er dann den Istanbuler Zweitligisten Karagümrük SK. Diesen Klub trainierte er in der Zeit 1988 bis 1989 ein weiteres Mal.

## Erfolge
- Fenerbahçe Istanbul:
  - İstanbul Futbol Ligi: 1956/57, 1958/59
  - Süper Lig: 1959, 1960/61

- Türkische Nationalmannschaft:
  - Teilnahme an der Weltmeisterschaft 1954